# Gülbahar Hatun (esposa de Bayezid II)
Ayşe Gülbahar Hatun (en turco otomano: عائشه کل بھار خاتون, "viva" y "flor de primavera") (Beylicato de Dulkadir, c. 1453 — Estambul, c.1505), también llamada Gülbahar Hatun, fue una consorte del sultán Bayezid II, madre de Selim I, y abuela del sultán Solimán el Magnífico.

## Vida
Gülbahar nació en 1453, su padre Alaüddevle Bozkurt Bey, era el gobernador del Beylicato de Dulkadir. Una de las referencias más antiguas de Cenabî History da su nombre como Ayşe Hatun, por lo que probablemente ese es su nombre de nacimiento y Gülbahar algún agregado que le pusieron cuando se casó con Bayezid.
Bayezid se casó con ella en 1469, en la provincia de Amasya. En ese entonces, Bayezid aún era un príncipe y gobernaba esa provincia. Prontamente, dio a luz un único hijo, el futuro Selim I. Cuando Mehmed el Conquistador murió en 1481, Bayezid se mudó a Constantinopla, la capital del Imperio Otomano, junto con su familia para ascender al trono.
Según la tradición turca, se esperaba que todos los príncipes trabajaran como gobernadores provinciales (Sanjak Bey), como parte de su formación. Las madres de los príncipes eran responsables del comportamiento adecuado de sus hijos en sus puestos provinciales. En 1483, Selim fue enviado a Trebisonda, y luego en 1511, a Samandağ, como obligación de una madre, ella lo acompañó a ambas provincias y siempre lo aconsejaba.

## Muerte
Sin embargo, ella misma nunca fue reconocida como Valide Hatun porque murió en 1505, antes de la ascensión de Selim al trono en 1512. Su tumba se encuentra en la mezquita de Gülbahar Hatun, Trebisonda. Fue construido en 1514 en honor a su madre y fue restaurado en 1885.
- Datos: Q3562673